# Línea 502 (Lobos)
La línea 502 es una línea de colectivos del Partido de Lobos, siendo prestado el servicio por Expreso Empalme Lobos S.R.L. Este transporte cuenta con SUBE. Su frecuencia es de 1 hora.

## Recorridos
- Terminal-Fortunato Díaz-Mastrpietro-chacabuco-Leandro N. Alem-Necochea-Moreno-Rivadavia-olavarrieta-angueira-Yrigoyen.